# Riedenburg
Riedenburg er en by i Landkreis Kelheim i Regierungsbezirk Niederbayern i den tyske delstat Bayern. Den ligger i Naturpark Altmühltal ved foden af Schloss Rosenburg og ruineren af både Rabenstein og Tachenstein.

## Geografi

### Inddeling
I 1972 blev Riedenburg og området omkring indlemmet i Landkreis Kelheim. Byen blev ved områdereformerne fra 1972 til 1978 lagt sammen mede de nærliggende kommuner og landsbyer :

Altmühlmünster, Baiersdorf, Buch, Deising, Dieterzhofen, Echendorf, Einthal, Emmerthal, Echenried, Eggersberg, Flügelsberg, Frauenberghausen, Georgenbuch, Gleislhof, Grub, Gundlfing, Haidhof, Harlanden, Hattenhausen, Hattenhofen, Jachenhausen, Keilsdorf, Kohlmühle, Lintlhof, Meihern, Nußhausen, Obereggersberg, Oberhofen, Otterzhofen, Perletzhofen, Pillhausen, Prunn, Schaitdorf, Ried, Sankt Gregor, Sankt Ursula, Schaitdorf, Schambach, Schloss Prunn, Thann og Untereggersberg.

### Landschaft
Et stort område i kommunen er Naturbeskyttelsesområde, og i et næringsfattigt område vokser et stort antal sjældne planter. Skovene omkring Riedenburg er hovedsageligt blandet skov; Enkelte egetræer i nærheden af Riedenburg er omkring 1000 år gamle.
I Riedenburg munder Schambach med et 5 meter højt vandfald over en klippetrappe ud i en bydam, der er forbundet med Altmühl og Main-Donau-Kanalen